# Tallinni botanikus kert
A Tallinni botanikus kert (észtül: Tallinna Botaanikaaed) Észtország fővárosában, Tallinnban található botanikus kert. A Pirita-folyó mentén, a város Pirita kerületében, a Tallinni tévétorony szomszédságában, a Kolostorerdőben fekszik. 123 hektáros területével ez Észtország legnagyobb botanikus kertje.
Már az 1860-as években felmerült egy botanikus kert létesítésének gondolata, erre azonban csak egy évszázaddal később került sor. Az Észt SZSZK Minisztertanácsának 1959. januári határozata alapján az észt köztársasági Tudományos Akadémia részeként 1961. december 1-jén alapították meg az intézményt Konstantin Päts volt elnök egykori birtokán. A növények többségét a működése első két évtizedében ültették. A nyitott részét 1971-ben, az üvegházat 1971-ben nyitották meg a látogatók előtt.
A botanikus kert fő kutatási témája kezdetben a külföldi növényfajok észtországi viszonyok között való fejlődésének tanulmányozása volt. A botanikus kert fő részei az arborétum, a rózsakert, a pálmaház, valamint a sziklakert.
A Tallinni botanikus kertnek később vidéken is nyíltak meg részlegei, így Adakuban, Saaremaan 1963-ban egy kísérleti állomás, a Viidumae természetvédelmi terület, valamint 1973–1974-ben Iruban az arborétum.
1992-től az intézmény tagja a Balti Botanikuskertek Szövetségének, 1994-től pedig a Botanikus Kertek Nemzetközi Szövetségének.
Az intézmény fenntartása 1995-ben az Észt Tudományos Akadémiától Tallinn városhoz került.
A szabadtéri rész minden nap 10-től 20 óráig látogatható, a pálmaház 11-től 18-ig tart nyitva.